# Dick Kraaijveld
Dirk (Dick) Kraaijveld (Den Haag, 21 december 1938 - Gameren, 24 juli 2021) was een Nederlands politicus van het Christen-Democratisch Appèl (CDA).

## Biografie
Kraaijveld volgde in zijn geboortestad de opleiding tot onderwijzer. Na een aantal benoemingen elders werd hij hoofd van de School met de Bijbel, later Eben Haëzerschool genoemd, in het Utrechtse Kamerik.
In deze tijd werd hij ook actief binnen de plaatselijke kiesvereniging van de CHU. Hij werd raadslid en fractievoorzitter van deze partij.
In 1984 werd hij wethouder als opvolger van de teruggetreden A. Blok. Hij bleef dat tot 1 januari 1989, toen de gemeente Kamerik werd opgeheven en in het nieuwe Woerden opging. Hij nam, voor het CDA, zitting in de Woerdense gemeenteraad, maar werd na enige maanden benoemd tot burgemeester van de Gelderse gemeente Hedel die op 1 januari 1999 opging in Maasdriel. Daarna is Kraaijveld nog enkele keren waarnemend burgemeester geweest: eerst in Liesveld en daarna nog in Echteld en Cromstrijen.
Kraaijveld is op 82-jarige leeftijd overleden op 24 juli 2021.